# Renard R-36
Die Renard R-36 war ein einsitziges Jagdflugzeug, das von Alfred Renard in Belgien entwickelt wurde. Es sollte die damals bei der belgischen Luftwaffe eingesetzte Avions Fairey Firefly ersetzen.

## Konstruktion
Der Typ war ein schnittiger Tiefdecker aus einer Leichtmetall-Legierung. Das geschlossene Cockpit wurde nach hinten geöffnet. Die Hauptfahrwerkbeine waren einziehbar, die Tragflächen hatten eine lange Profilsehne und hydraulisch betriebene Klappen. Antrieb war ein wassergekühlter V12-Zylinder Hispano-Suiza 12Ycrs Typ2 mit 960 PS.

## Entwicklung und Einsatz
Der Erstflug erfolgte am 5. November 1937 durch den Werkspiloten Georges van Damme. Während des Testprogramms wurde eine Reihe von Modifikationen durchgeführt, insbesondere eine Verlagerung des Lufteinlaufs und eine Vergrößerung des Leitwerks. Sechs Maschinen wurden zur Erprobung vorgesehen und 1938 wurden 40 Maschinen als Vorserie bestellt. Am 17. Januar 1939 stürzte der Prototyp ab. Gleichzeitig wurde entschieden, Hawker Hurricanes zu beschaffen. Damit wurde die weitere Entwicklung der R-36 abgebrochen.

## Varianten

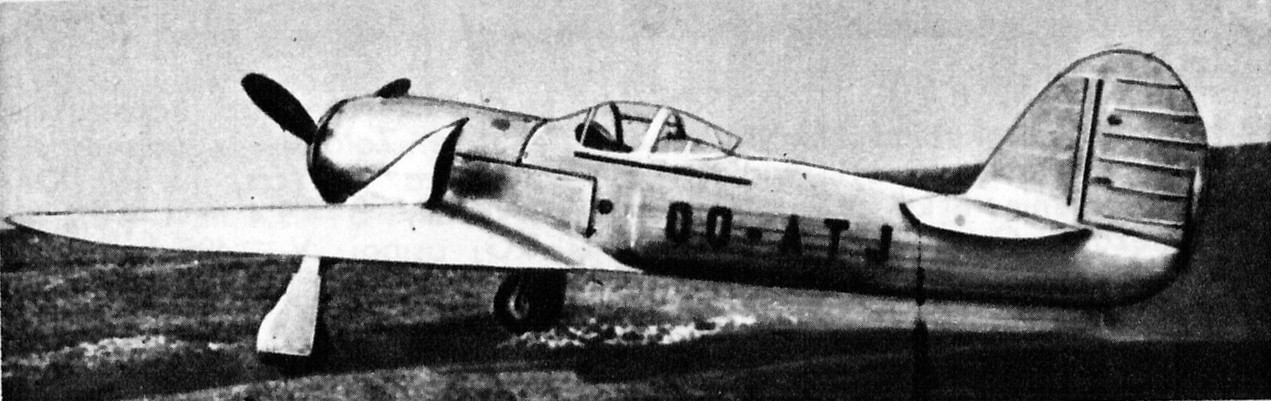
Renard R-37

- R-37: R-36-Flugwerk mit 1100 PS leistendem Sternmotor Gnôme et Rhône 14N21. Wurde im Juli 1939 beim Brüsseler Luftfahrtsalon ausgestellt und im Mai 1940 von den deutschen Truppen erbeutet. Der Erstflug erfolgte durch einen deutschen Piloten bei der Überführung von Evere nach Beauvechain. Es war damals nicht bekannt, dass das Flugzeug zuvor noch nicht geflogen war. Anschließend wurde das Flugzeug nach Deutschland verbracht. Der Verbleib ist unbekannt.
- R-37B: Geplanter zweisitziger Torpedobomber und Jagdbomber. Wurde nicht fertiggestellt.
- R-38: R-36-Flugwerk mit 1030-PS-Triebwerk Rolls-Royce Merlin II. Erstflug am 4. August 1939. Erreichte eine Geschwindigkeit von 525 km/h. Die geplante Bewaffnung waren vier MGs in den Tragflächen und 80 kg Bomben. Wurde nach Frankreich überführt und dort von deutschen Truppen erbeutet.
- R-40: Ebenso ein R-36-Flugwerk mit Merlin-Motor mit einer Art Schleudersitz für den Piloten. Die Komponenten wurden im Mai 1940 von deutschen Truppen erbeutet.

## Technische Daten

Dreiseitenriss

| Kenngröße             | Daten (R-36) | Daten (R-37)                                                               |
| --------------------- | --- | -------------------------------------------------------------------------- |
| Besatzung             | 1 | 1                                                                          |
| Länge                 | 8,54 m | 8,6 m                                                                      |
| Spannweite            | 11,64 m | 11,64 m                                                                    |
| Höhe                  | 2,9 m | k. A.                                                                      |
| Tragflügelfläche      | 19 m² | 20 m²                                                                      |
| Flügelstreckung       | 7,1 | 7                                                                          |
| Flächenbelastung      | 116 kg/m² | 123,5 kg/m²                                                                |
| Leistungsbelastung    | 2,42 kg/PS | k. A.                                                                      |
| Flächenleistung       | 48 PS/m² | k. A.                                                                      |
| Leermasse             | 1.500 kg | 1810 kg                                                                    |
| Zuladung              | 700 kg | 650 kg                                                                     |
| Startmasse            | 2.200 kg | 2.400 kg                                                                   |
| Höchstgeschwindigkeit | 417 km/h in Bodennähe 505 km/h in 4.000 m Höhe 492 km/h in 6.000 m Höhe 483 km/h in 8.000 m Höhe 450 km/h in 11.000 m Höhe | 530 km/h in 5.000 m Höhe                                                   |
| Marschgeschwindigkeit | 400 km/h in 4.000 m Höhe                                                                                                   | k. A.                                                                      |
| Landegeschwindigkeit  | 115 km/h | 115 km/h                                                                   |
| Steigzeit             | 4,9 min auf 4.000 m 7,9 min auf 6.000 m 11,3 min auf 8.000 m 23,1 min auf 11.000 m                                         | 5,4 min auf 5.000 m                                                        |
| Dienstgipfelhöhe      | 12.000 m | 11.500 m                                                                   |
| Reichweite            | 1.000 km bei Marschgeschw. in 4.000 m                                                                                      | 1.000 km                                                                   |
| Triebwerk             | 1 × wassergekühlter 12-Zylinder-V-Motor Hispano-Suiza 12Ycrs mit 960 PS (706 kW)                                           | 1 × 14-Zylinder-Doppelsternmotor Gnome-Rhône 14 N 21 mit 1.000 PS (735 kW) |
| Bewaffnung            | 1 × 20-mm-Motorkanone 4 × 7,7-mm-Browning-MG                                                                               | 4 × starre MG 8 × 10-kg-Bomben                                             |